# ウォレアイ文字
ウォレアイ文字（Woleai script）またはカロリン諸島文字（Caroline Islands script）は、カロリン諸島のウォレアイ環礁一帯（ファラウレップ環礁、ラモトレック環礁、イファリク環礁、エアウリピク環礁、エラート環礁、サタワル島、プルワット環礁）において使用されていたCV型の音節文字。

## 概要
ウォレアイ文字は一型と二型の2種類の文字から構成される。一型は少なくとも78文字、二型は19文字がある。
二型は明らかにラテン文字の大文字に由来するが、音節文字として使われており、8つの母音のみの字以外はiで終わる。アメリカン・ボードの宣教師であるアルフレッド・スネリングらによって1905年に伝えられたラテン文字が音節文字化したものらしい。
一型は二型で不足する文字を補ったもので、現地人の伝承によると1907年以降にファラウレップで考案された。この文字がどのように作られたかは明らかでないが、一部の文字は二型を変形したようであり、また一部は語呂合わせによって絵文字から発展したようである。日本人やフィリピン人がこの文字の発明を助けたという伝承もあり、日本の片仮名か漢字に似た字が4つほど存在する（フィリピンの文字に似たものはない）。
ドイツのハンブルク南洋探検(de)で1909年にウォレアイ環礁一帯を探検しているが、1935年以降に出版された報告書の挿絵にこの文字が書かれており、少なくとも1909年以前にウォレアイ文字が使われていたことがわかる。文字そのものについて最初に報告したのは1913年にウォレアイ環礁を訪れたJ・マクミラン・ブラウンで、1914年に出版された。
この文字は言語をうまく表現しているとは言いがたく、ひとつの文字が複数の音を表したり、複数の文字がひとつの音を表したりする。母音の長短は無視される。音節末子音は音節文字を使って表記し、母音部分を無視する。
1950年代の調査ではすでにこの文字を知っている人は少なく、若い世代はウォレアイ文字ではなく片仮名を使用していた。

## Unicode
Unicodeの追加多言語面にウォレアイ文字を追加する提案が提出されている。